# Caín

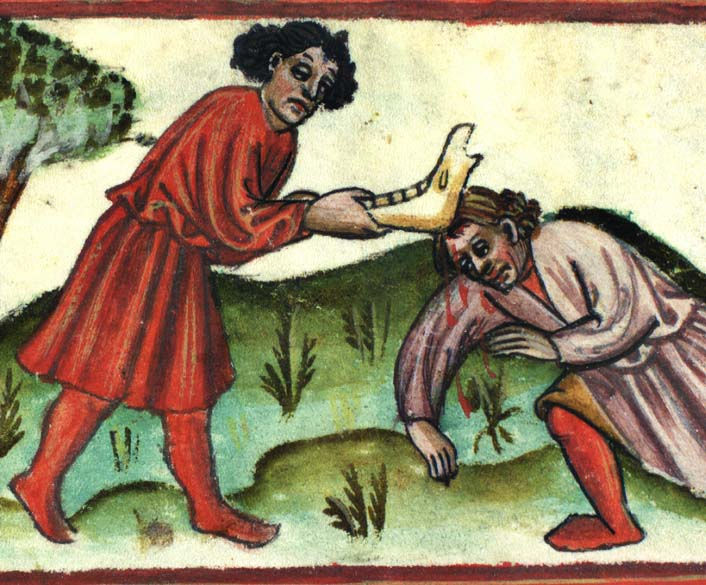
Caín assassina Abel (Anònim,)

Caín (hebreu: קין בן-אָדָם, Qayin ben Adam‎; àrab: قابيل بن آدم, Qābīl ibn Ādam), segons l'Antic Testament, fou la primera persona nascuda i no pas creada, puix que era fill d'Adam i Eva, el primer home i la primera dona.

## Llegenda
Caín nasqué després de l'expulsió de sos pares del Jardí de l'Edèn, per això sa mare Eva, quan va néixer Caín va experimentar per primera volta els dolors de part. Al cap d'un temps, Adam i Eva tingueren un altre fill, que van anomenar Abel. Passaren els anys i Caín es dedicà a l'agricultura mentre que Abel, a la ramaderia.
Un dia van decidir fer una ofrena a Déu:
- Caín li va oferir els primers fruits de la seva collita.
- Abel li va oferir els millors animals del seu ramat.

Déu va preferir l'ofrena d'Abel, i Caín, en veure's rebutjat, va tenir enveja i va matar son germà.
Déu va maleir Caín i el va condemnar per tal que la terra no li donés fruits de manera que es veiés obligat a errar, motiu pel qual es va allunyar de ca sos pares per a establir-se al país de Nod, a l'est de l'Edèn. Déu va posar una marca a Caín per a advertir que qui el matés ho pagaria amb un càstig set voltes més penós.
En marxar, Caín es va fer acompanyar per una germana seva (que es deia Avan, segons el Llibre dels Jubileus) amb qui engendrà son fill Hanoc. Poc després, Caín va construir un assentament que va batejar amb el nom de son fill. Algunes fonts asseguren que en aquell temps es va casar amb Adah.
Segons la tradició jueva, durant el seu exili, Caín va conèixer la primera esposa de son pare Adam, la primera dona creada per Jahvè, Lilit, qui li ensenyà l'art de la màgia i mantingueren relacions. Molts anys després, Caín fou mort per un descendent seu anomenat Tubal que, mentre caçava, el va confondre amb un animal i li va disparar una fletxa.

## Caín a l'islam
La tradició islàmica també relata una història similar en l'Alcorà. Aquesta història diu que Caín i Abel (en àrab, قـابـيـل i هـابـيـل, respectivament Qabil i Habil) tenien germanes bessones. En aquesta tradició, Al·là va rebutjar l'ofrena de Caín perquè no es va voler casar amb la germana d'Abel. Després d'una baralla, Caín va matar son germà i va haver de vagar, erràtic, per la terra durant anys amb el seu cos, fins que, en veure un corb enterrant un ocell mort, va entendre que s'havia de donar sepultura als morts.

## Altres visions

### Una antiga tribu
Els historiadors i especialistes bíblics interpreten la història com un relat simbòlic d'una antiga tribu nòmada que es deia Caín. Els membres d'aquesta tribu portaven unes característiques marques tatuades i tenien fama de ferotges per les cruels venjances contra qui havia mort algú de la seva tribu. El nom de Caín va esdevenir sinònim d'assassí, i el senyal que li va posar Déu per distingir-lo s'ha denominat la marca de Caín, terme que es fa servir en sentit figurat per a referir-se a un homicida.

### Mitologia sumèria
Una altra explicació que donen els teòlegs, és que aquesta història de fratricidi serviria per a il·lustrar les primitives creences nòmades, que amb el temps es van anar filtrant en el pensament religiós, segons les quals criar ramats, principal ocupació de moltes tribus nòmades, agradava més als déus que no pas l'agricultura. Per això, el sacrifici d'Abel va ser acceptat, però el de Caín no.
En aquest sentit, en la mitologia sumèria, s'explica la història de la deessa Inanna. Resulta que era molt bonica i es van enamorar d'ella dos déus:
- Dumuzi, el déu de la fertilitat i el creixement, i protector dels pastors.
- Enkimdu, el déu de l'agricultura, dels canals i dels dics.

Evidentment, la rivalitat per veure qui s'emportava la deessa fou molt important. Resultà però, que Dumuzi era agressiu mentre que Enkimdu era amable i gentil.
Inanna es decantà per Enkimdu, qui la tractava més bé. Aleshores, Dumuzi veient com la perdia a poc a poc, començà a fer notar la seva extraordinària força. Enkimdu, tement per la seva vida, va demanar-li a Inana que es casés amb Dumuzi. En una altra versió, són els seguidors d'Inanna els qui la convencen de triar Dumuzi, lloant-ne els dons. Alguns dels arguments emprats són similars als de les disputes sumèries, particularment el debat entre el gra i l'ovella.
Es poden trobar referències de Caín a:
- l'Antic Testament: Gèn. 4,1-16
- el Nou Testament: 1Jo. 3,12; Jud. 11; He. 11,4; He. 12,24

## Llegat
La figura de Caín ha estat usada amb freqüència en l'art i la literatura, com a símbol del mal (amb matisos d'ençà del segle xix). Algunes obres destacades on apareix són La Divina Comèdia i els poemes homònims de Lord Byron i Baudelaire. Ha estat usat com a àlies al cinema i el còmic per part de personatges que es volien amagar o cometre malifetes.
Existeixen diversos mites sobre germans que assassinen per enveja, un exemple es troba a la història de Bàlder.